# Timea stellifasciata
Timea stellifasciata är en svampdjursart som beskrevs av Sarà och Siribelli 1960. Timea stellifasciata ingår i släktet Timea och familjen Timeidae. Inga underarter finns listade i Catalogue of Life.